# 格拉諾格 (特拉華州)
格拉諾格（英語：Granogue）是位於美國特拉華州紐卡斯爾縣的一個非建制地區。該地的面積和人口皆未知。

## 地理
格拉諾格的座標為39°49′54″N 75°35′11″W / 39.83167°N 75.58639°W，而該地的平均海拔高度為72米（即236英尺）。